# Соперничество Бьорна Борга и Джона Макинроя
Соперничество Бьорна Борга и Джона Макинроя — история личных встреч и конкуренции за место лидера мирового тенниса между Бьорном Боргом (Швеция) и Джоном Макинроем (США). Соперники встретились между собой 14 раз в период с 1978 по 1981 год, одержав по семь побед. 9 раз теннисисты играли между собой в финалах различных турниров, в том числе 4 раза в финалах турниров Большого шлема 1980 и 1981 годов, ещё 3 встречи состоялись в рамках итоговых турниров профессиональных туров WCT и Гран-при. На протяжении большей части периода соперничества соперники поочерёдно возглавляли рейтинг ATP (в его начале некоторое время первой ракеткой мира был также Джимми Коннорс). Одна из встреч между этими соперниками, финальный матч Уимблдонского турнира 1980 года, рассматривается историками спорта как один из величайших матчей в истории тенниса.

## История соперничества
Впервые будущие соперники встретились в 1973 году на Открытом чемпионате США, где 14-летний Макинрой был одним из мальчиков, подававших мячи. К моменту, когда они впервые сошлись на корте как соперники, Борг уже успел побывать первой ракеткой мира, сместив с этой позиции Джимми Коннорса в августе 1977 года. За 1978 год он успел выиграть и Открытый чемпионат Франции, и Уимблдонский турнир, а в Открытом чемпионате США дошёл до финала. Несмотря на это, в ноябре 1978 года в полуфинале Открытого чемпионата Стокгольма, у себя на родине, швед в двух сетах проиграл американцу, которому не исполнилось ещё 19 лет. Это было первое поражение в карьере Борга от соперника, который был моложе его.
В 1979—1981 годах Борг и Макинрой встретились между собой ещё 13 раз. Их противостояние привлекало прессу и зрителей как борьба двух радикально различных характеров, в СМИ получившая название «Лёд против пламени». Если швед был известен тем, что крайне редко проявлял на корте хоть какие-то эмоции, и заслужил у публики прозвище «Ледяной человек» (англ. Iceman), то американец, напротив, отличался взрывным темпераментом и легко переходил по ходу игры от экстаза к глубочайшему отчаянию. Скандалы и истерики на корте принесли ему прозвище «Суперкапризуля» (англ. Superbrat). Однако эти два игрока кардинально различались не только поведением на корте, но и стилем игры. Макинрой был левшой с одноручным бэкхендом — ударом закрытой ракеткой, — и мощной закрученной подачей, которую выполнял почти боком к сетке. Он также был апологетом стиля serve-and-volley и при первой возможности старался выходить к сетке, часто проводя у неё целые розыгрыши. Борг, напротив, был правшой, его бэкхенд был двуручным, а излюбленной стратегией были долгие обмены ударами с задней линии. Терпение, хорошая общая физическая подготовка и подвижность шведа были причиной того, что он практически безраздельно господствовал на грунтовых кортах, выиграв Открытый чемпионат Франции в общей сложности шесть раз.
Хотя Борг оставался первой ракеткой мира на протяжении большей части 1979 и 1980 годов, их противостояние с Макинроем было равным, из 14 официальных матчей между ними каждый выиграл по 7, и даже счёт по сетам перед последней их встречей, в финале Открытого чемпионата США 1981 года, был равным — 20:20. Самым известным их матчем стал финал Уимблдонского турнира 1980 года — первая их встреча в турнирах Большого шлема. В этом турнире Борг был посеян под 1-м номером, а Макинрой под 2-м. Матч продолжался 5 сетов, включая рекордный тай-брейк в четвёртом. По ходу этого тай-брейка, продолжавшегося 22 минуты, Борг, ведший со счётом 2:1 по сетам, не реализовал 5 матчболов, и Макинрой добился победы со счётом 18-16, сравняв счёт в матче. Однако шведу удалось выиграть пятый сет 8:6, за весь сет отдав сопернику только три розыгрыша на своей подаче, и в пятый раз подряд стать чемпионом Уимблдонского турнира. Этот матч спортивные историки называют одним из величайших (либо даже величайшим) в истории тенниса. В другом матче против Макинроя, сыгранном в турнире Мастерс 1980 года, Борг в ходе тай-брейка во втором сете утратил своё неизменное хладнокровие после спорного решения арбитра на вышке, отменившего вердикт судьи на линии в его пользу. Когда его возражения были проигнорированы, швед отказался продолжать игру, был наказан двумя штрафными очками (что дало его сопернику сетбол) и вернулся на корт только под угрозой дисквалификации. Он проиграл тай-брейк, но выиграл третий сет и вместе с ним весь матч.
14-я встреча с Макинроем, в финале Открытого чемпионата США 1981 года, стала для Борга одним из последних матчей в профессиональной карьере. Хотя ему было всего 25 лет, уже осенью того же года, в ходе выставочного турне по Австралии, он сообщил Макинрою и Витасу Герулайтису, что планирует завершить выступления. Окончательно швед расстался с профессиональным туром в начале 1983 года, в неполные 27 лет.

## Официальные матчи
| Легенда                     | Борг | Макинрой |
| --------------------------- | ---- | -------- |
| Большой шлем                | 1    | 3        |
| Мастерс/Итоговый турнир WCT | 2    | 1        |
| Гран-при/WCT                | 4    | 3        |
| Итого                       | 7    | 7        |
| Финалы                      | 4    | 5        |

| Покрытие | Борг | Макинрой |
| -------- | ---- | -------- |
| Хард     | 1    | 3        |
| Ковёр    | 5    | 3        |
| Трава    | 1    | 1        |
| Грунт    | 0    | 0        |

| №   | Год  | Турнир                           | Покрытие | Раунд      | Победитель | Счёт в матче            | Борг | Макинрой |
| --- | ---- | -------------------------------- | -------- | ---------- | ---------- | ----------------------- | ---- | -------- |
| 1.  | 1978 | Стокгольм, Швеция                | Хард(i)  | 1/2 финала | Макинрой   | 6-3, 6-4                | 0    | 1        |
| 2.  | 1979 | Ричмонд, США                     | Ковёр(i) | 1/2 финала | Борг       | 4-6, 7-6, 6-3           | 1    | 1        |
| 3.  | 1979 | Нью-Орлеан, США                  | Ковёр(i) | 1/2 финала | Макинрой   | 5-7, 6-1, 7-6           | 1    | 2        |
| 4.  | 1979 | Роттердам, Нидерланды            | Ковёр(i) | Финал      | Борг       | 6-4, 6-2                | 2    | 2        |
| 5.  | 1979 | Итоговый турнир WCT, Даллас, США | Ковёр(i) | Финал      | Макинрой   | 7-5, 4-6, 6-2, 7-6      | 2    | 3        |
| 6.  | 1979 | Торонто, Канада                  | Хард     | Финал      | Борг       | 6-3, 6-3                | 3    | 3        |
| 7.  | 1979 | Мастерс, Нью-Йорк, США           | Ковёр(i) | 1/2 финала | Борг       | 6-7, 6-3, 7-6           | 4    | 3        |
| 8.  | 1980 | Уимблдонский турнир              | Трава    | Финал      | Борг       | 1-6, 7-5, 6-3, 6-7, 8-6 | 5    | 3        |
| 9.  | 1980 | Открытый чемпионат США           | Хард     | Финал      | Макинрой   | 7-6, 6-1, 6-7, 5-7, 6-4 | 5    | 4        |
| 10. | 1980 | Стокгольм                        | Ковёр(i) | Финал      | Борг       | 6-3, 6-4                | 6    | 4        |
| 11. | 1980 | Мастерс, Нью-Йорк                | Ковёр(i) | Группа     | Борг       | 6-4, 6-7, 7-6           | 7    | 4        |
| 12. | 1981 | Милан, Италия                    | Ковёр(i) | Финал      | Макинрой   | 7-6, 6-4                | 7    | 5        |
| 13. | 1981 | Уимблдонский турнир              | Трава    | Финал      | Макинрой   | 4-6, 7-6, 7-6, 6-4      | 7    | 6        |
| 14. | 1981 | Открытый чемпионат США           | Хард     | Финал      | Макинрой   | 4-6, 6-2, 6-4, 6-3      | 7    | 7        |

## Первая ракетка ATP в период соперничества
Данные приводятся в соответствии с ATP Media Guide
| Даты                          | Лидер рейтинга |
| ----------------------------- | -------------- |
| До 8 апреля 1979              | Джимми Коннорс |
| 9 апреля — 20 мая 1979        | Бьорн Борг     |
| 21 мая — 8 июля 1979          | Джимми Коннорс |
| 9 июля 1979 — 2 марта 1980    | Бьорн Борг     |
| 3 марта — 23 марта 1980       | Джон Макинрой  |
| 24 марта — 10 августа 1980    | Бьорн Борг     |
| 11 августа — 17 августа 1980  | Джон Макинрой  |
| 18 августа 1980 — 5 июля 1981 | Бьорн Борг     |
| 6 июля — 19 июля 1981         | Джон Макинрой  |
| 20 июля — 2 августа 1981      | Бьорн Борг     |
| С 3 августа 1981              | Джон Макинрой  |

## Неофициальные матчи
Как на протяжении основного периода соперничества, так и по его завершении Борг и Макинрой неоднократно встречались между собой в выставочных соревнованиях. Так, в феврале 1981 года они провели в Сиднее серию из 3 выставочных матчей с призовым фондом 1,1 млн долларов, которую швед выиграл со счётом 2:1, уверенно выиграв первые две встречи, а в третьей уступив со счётом 1:6, 6:1, 6:7, 4:6. В сентябре 1984 года, через полтора года после завершения Боргом профессиональной игровой карьеры, швед и американец встретились в выставочном матче в Сиракьюсе, с которого началось показательное турне Макинроя Tennis over America. В ноябре 1985 года Макинрой и Борг провели в США серию из 6 выставочных матчей в 6 разных городах. Сборы тура составили около 1,5 млн долларов. Макинрой, выигравший 4 матча, получил около 0,5 миллиона долларов, Борг половину от этой суммы.
После того как Макинрой завершил профессиональную карьеру в 1990-е годы, его соперничество с Боргом возобновилось в ветеранском туре, в рамках которого они многократно встречались в турнирах в разных странах.